# Varga Balázs
Varga Balázs (1984. április 10. –) magyar színész.

## Életpályája
1984-ben született. 2004-2006 között az Új Színház stúdiójában tanult. 2006-2009 között a Kaposvári Egyetem színész szakos hallgatója volt. 2009-2011 között a Pont Műhely formációban dolgozott. 2011-2017 között a nyíregyházi Móricz Zsigmond Színház színésze volt. 2017-től szabadúszó.

## Filmográfia
- Cella – Letöltendő élet – Ügyvéd
- Drága örökösök – A visszatérés – Horváth Józsi (2022-)
- Drága örökösök – Horváth Józsi (2019–2020)
- Barátok közt – Sonny (2017, 2020)
- Jóban Rosszban – Rédey Tamás (2017)

## Díjai és kitüntetései
- Kelet színésze-díj (2017)